# Столовая (помещение)

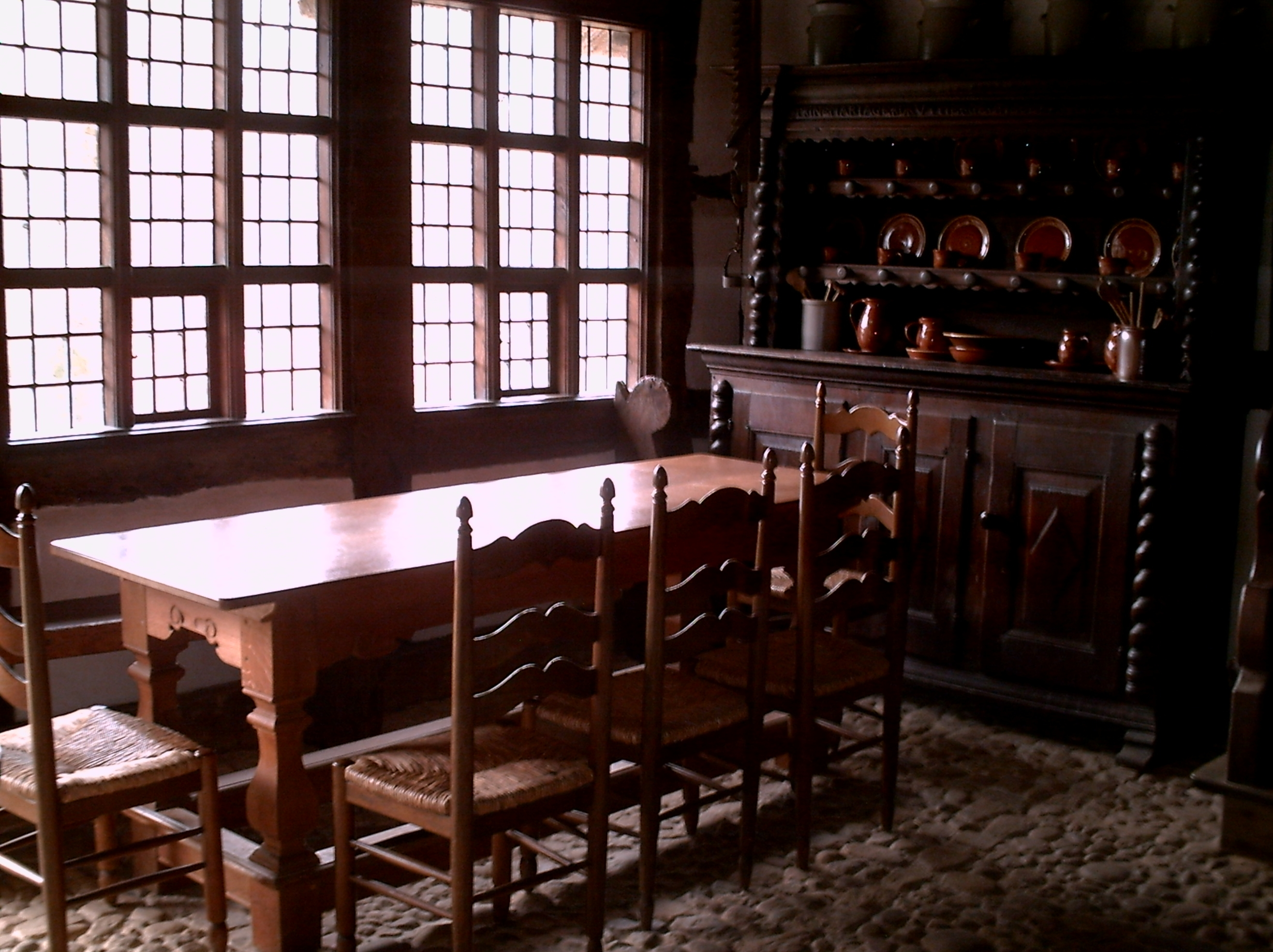
Исторический пример кухни в Германии

Столо́вая — помещение в доме, жилище, предназначенное для приёма пищи. В настоящий момент столовая, как правило, прилегает к кухне, хотя в Средние века часто располагалась на отдельном этаже. 
Исторически в столовой размещается большой стол и несколько стульев. Самой распространённой формой является прямоугольный стол с двумя стульями, расположенными вдоль коротких сторон, и стульями, располагающимися вдоль длинных сторон (в зависимости от длины стола).

## История
В Средние века зажиточные британцы и другая европейская знать, живущая в замках, как правило, принимала пищу в Большом зале, который представлял собой большую многофункциональную комнату, способную вместить большинство живущих в доме. Семья сидела за столом, расположенном на возвышении, другие обитатели рассаживались в порядке, определяемом статусом жильца. Столы, как правило, имели значительную длину, вдоль них расставлялись скамьи. 
Наличие большого количества людей в столовой обуславливало оживлённую атмосферу в помещении.  

Предположения, что в столовых было душно и дымно, вероятно, ошибочны, так как такие помещения были оборудованы большими трубами и имели высокие потолки — таким образом, потоки воздуха должны были свободно выветриваться через многочисленные двери и окна.
В определённый момент у владельцев имений появился спрос на более уединённые трапезы в помещениях меньшего размера: это было вызвано политическими и социальными изменениями, требовавшими большего комфорта в более скромных комнатах. В первую очередь, Чёрная смерть, которая разорила Европу в XIV веке, привела к убыли рабочей силы и разрушению феодальной системы. Также религиозные преследования, последовавшие за роспуском монастырей Генрихом VIII, сделали беседы в присутствии большого числа людей неразумными.
Впоследствии, знать стала кушать, в основном, в гостиных, которые, таким образом, функционально превращались в столовые (или разделялись на две отдельные комнаты). Такие гостиные стали размещать дальше от Большого зала, часто соединяя большими парадными лестницами, ведущими от помоста в Большом зале. В конце концов, принимать пищу в Больших залах стали только по особым случаям.  

Ближе к началу XVIII века сложилась ситуация, при которой женщины стали переходить после еды из столовой в гостиную. Мужчины оставались в столовой распивать напитки. Таким образом, столовые превратились в места мужских собраний.

## Современность

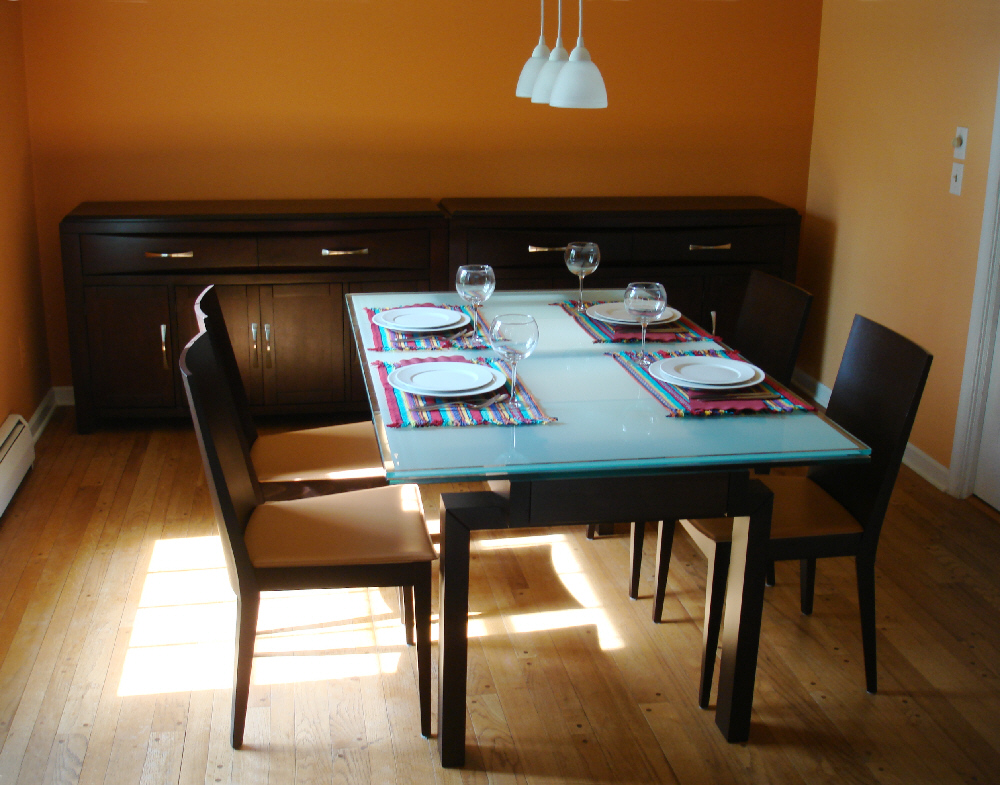
Пример современной кухни в Соединённых Штатах Америки

В типичной североамериканской столовой находятся стол со стульями, расположенными по сторонам стола, а также другие предметы (часто выполненные в китайском стиле). Часто столы в современных столовых имеют раскладывающуюся секцию, позволяющую при необходимости увеличить число посадочных мест. Хотя обычно столы выполняются из дерева, некоторые делают столовую более комфортной, обставляя её кушетками или мягкими креслами.
В современных американских и канадских домах столовая обычно располагается рядом с жилой комнатой и всё чаще используется только для формальных обедов с гостями по особым случаям. Для неформальных ежедневных обедов в большинстве домов среднего и большого размера имеется пространство рядом с кухней, где можно разместить стол и стулья. 

В небольших домах вместо этого обычно имеется уголок для завтрака, часто отличающийся по высоте от основного пространства кухни. При отсутствии уголка для завтрака или барной стойки для повседневного приёма пищи используется кухня или гостиная.
В Англии столовая традиционно используется многими семьями только по воскресеньям, в остальные дни обеды проходят на кухне.
В Австралии, хотя столовые ещё распространены, семейные обеды часто проходят в уголке для завтрака или напротив телевизора.